# Olav Økern
Pour les articles homonymes, voir Økern.
Olav Nilsen Økern, né le 3 juin 1911 à Hole et décédé le 11 avril 2000 dans la même localité, est un fondeur norvégien.

## Biographie
Il est licencié au club Bærum SK et court à Holmenkollen à partir de 1934.
Aux Championnats du monde 1938, il obtient la médaille d'argent en relais, puis remporte en 1940 le dix-huit kilomètres du Festival de ski de Holmenkollen, son unique victoire majeure. Sa carrière sportive est interrompue par la Seconde Guerre mondiale, où il est détenu par les Allemands dans un camp de concentration pendant deux ans, mais cela n'empêche pas de revenir dans les sélections de l'équipe nationale, y compris pour les Jeux olympiques 1948 à Saint-Moritz, où il gagne une médaille de bronze en relais. Il participe aussi aux Jeux olympiques d'Oslo en 1952 à l'âge de quarante ans, après une deuxième place au championnat national où il termine notamment quatrième du cinquante kilomètres.
Il travaille en tant que bucheron après sa carrière sportive. Il est réputé pour son entraînement extrême.
Oncle du skieur Harald Økern, il remporte comme lui en 1924, la Médaille Holmenkollen en 1950.

## Palmarès

### Jeux olympiques
| Épreuve / Édition | St-Moritz 1948 | Oslo 1952 |
| 18 km             | 13e            |           |
| 50 km             |                | 4e        |
| Relais 4 × 10 km  | Bronze         |           |

### Championnats du monde
| Épreuve / Édition | Lahti 1938 |
| Relais 4 × 10 km  | Argent     |